# Лине Холм
Лине Холм (на датски: Line Holm) е датска журналистка и писателка на произведения в жанра криминален роман, трилър и документалистика.

## Биография и творчество
Лине Толструп Холм, с рождено име Лине Нилсен, е родена на 26 юли 1975 г. в Дания. През 1994 г. завършва окръжната гимназия в Хадстен. Получава бакалавърска степен по история на идеите (философия) от Орхуския университет през 1999 г. и по журналистика от Датската академия по журналистика през 2004 г.
От 2000 г. е член на Съюза на датските журналисти. В периода 2001 – 2022 г. работи като автор и разследващ журналист във вестник „Берлинске“ – най-стария вестник в Дания. През 2013 г. получава годишната награда DONA от Датската асоциация за онлайн новини „за производство и разпространение на журналистическия формат longread в цифрови платформи“. От 2022 г. е журналистка на свободна практика и се посвещава на писателската си кариера. Изнася лекции по техники за разказване на истории и творческо писане и за наративна журналистика и език в страната и в чужбина.
През 2010 г. е издадена първата ѝ книга „Падналите“ с портрети на датски войници, загинали по време на войната в Афганистан. През 2013 г. е издадена книгата ѝ „Обирът“. Тя е за най-големия обир в историята на Дания на 10 август 2008 г. в Датския център за търговия в Брьондби с използването на 11 камиона за боклук и бойни оръжия и задигането на 60 милиона крони. Авторката реконструира случая с хиляди документи и дълга поредица от интервюта със следователи, свидетели и осъдени. Книгата е номинирана за литературната награда на вестник Weekendavisen.
През 2020 г., в съавторство с журналистката Стине Болтер, е издаден трилърът ѝ „Сърце в лед“ от поредицата „Случаите на Юст и Дирк“. В първите дни на новата 2020 година на оградата на Датския червен кръст е открит „обесен“ неговият генерален директор. Същевременно историчката Мария Юст в Музея на полицията подготвя изложба с емблематични неразкрити убийства от последния век в Дания и открива престъпление, подобно на извършеното с идентичен „подпис“. Заедно със следователите Дирк и Далин от отдел „Убийства“ стигат до една от най-срамните страници в историята на Дания, извършвана в името на „хуманни“ цели и прикривана от държавната машина. Романът става бестселър в списъка на „Шпигел“.
Лине Холм живее със семейството си в Копенхаген.

## Произведения

### Поредица „Случаите на Юст и Дирк“ (Maria Just) – съсСтине Болтер
1. For barnets bedste (2020)[1][2][3]
Сърце в лед, изд.: „Емас“, София (2021), прев. Ева Кънева
2. Lovløs (2021)
Гроб без име, изд.: „Емас“, София (2023), прев. Ева Кънева
3. Natjæger (2023)

### Документалистика
- De faldne (2010)[1]
- Kuppet - historien om danmarkshistoriens største røveri (2013)